# Arróniz
Arróniz település Spanyolországban, Navarra autonóm közösségben. Arróniz Barbarin, Sesma, Arellano és Luquin községekkel határos. Lakosainak száma 1054 fő (2024).

## Népesség
A település népessége az elmúlt években az alábbi módon változott:
| Lakosok száma | 1154 | 1156 | 1135 | 1135 | 1111 | 1078 | 1044 | 1051 | 1036 | 1054 |
|               | 2001 | 2004 | 2007 | 2009 | 2012 | 2014 | 2017 | 2019 | 2022 | 2024 |